# Hipótesis del robo del cuerpo
La hipótesis del robo del cuerpo postula que el cuerpo de Jesús fue robado de su sepultura. Su tumba fue encontrada vacía, no porque había resucitado, sino debido a que el cuerpo había sido escondido en otro lugar por los apóstoles o personas desconocidas. Tanto la hipótesis del robo del cuerpo y el debate sobre esta presume la historicidad básica de los relatos del evangelio del descubrimiento de la tumba. La hipótesis del robo del cuerpo estima verosímil la idea de que el cuerpo no estaba en la tumba (tal afirmación podía ser revisada si los primeros cristianos la hacían), pero considera que es más probable que los primeros cristianos habían sido engañados en la creencia de la resurrección por el robo del cuerpo de Jesús.
La hipótesis ha existido desde los tiempos del cristianismo primitivo; se discute en el Evangelio de Mateo, que generalmente se considera que debió haber sido escrito entre el 70 y 100 d. C. El evangelio de Mateo plantea la hipótesis solo para refutarla; de acuerdo con este, la afirmación de que el cuerpo fue robado es una mentira difundida por los sumos sacerdotes judíos.

## La historicidad y el relato del evangelio
Las principales fuentes de información acerca de Jesús son los Evangelios. Los registros romanos son más desiguales; no hay ningún registro contemporáneo existente de la ejecución de Jesús, por ejemplo, ni que se esperase una cosa así, y por lo tanto no hay detalles acerca de lo que se hizo con el cuerpo después. Como tal, el conteo de los días entre la ejecución de Jesús y el descubrimiento de la tumba vacía se basan casi exclusivamente en los relatos de los Evangelios y el conocimiento de la sociedad de la época, y es difícil decir algo más que escenarios como la hipótesis del cuerpo robado son «verosímiles» o «poco probables», más que «probados» o «refutados».
Según el Evangelio de Marcos, generalmente considerado como el más antiguo de los evangelios, José de Arimatea pidió a Poncio Pilato el cuerpo de Jesús. Después, un grupo de mujeres fue a la tumba y encontró que la piedra había sido removida, así como un ángel allí, pero no el cuerpo. El Evangelio de Lucas coincide en gran parte con esta cuenta, aunque la lista de las mujeres es ligeramente diferente. Según el Evangelio de Juan, Nicodemo ayudó a José de Arimatea con el entierro de Jesús. También toma nota de que Jesús fue enterrado en un jardín cerca del lugar de la crucifixión, y que ningún cuerpo había sido dejado allí antes. En Juan, Simón Pedro y el Discípulo Amado también llegan a la tumba a verificar la afirmación de una tumba vacía de María Magdalena; no se hace referencia directa a esta en Marcos y Lucas, donde se da a entender que los apóstoles solo creyeron al ver a Jesús resucitado.
El Evangelio de Mateo presenta el relato más singular del período entre la muerte de Jesús y el descubrimiento de la tumba vacía, y aborda directamente el escepticismo acerca de la resurrección. En el relato de Mateo, los principales sacerdotes y los fariseos sabían de las profecías acerca de que Jesús retornaría en tres días, y temían que sus discípulos robaran el cuerpo para que pareciera que había resucitado. Piden entonces a Pilato vigilancia en la tumba, y Pilato envía allí guardias. Cuando María Magdalena llega a la tumba, a diferencia de las cuentas en los otros evangelios, hay un terremoto y la piedra es removida delante de ella. Un ángel aparece y ahuyenta a los guardias, y la tumba vacía se revela. Cuando los guardias informaron esto a los príncipes de los sacerdotes, los sacerdotes los sobornan para mentir acerca de los acontecimientos:
Mientras ellas iban, he aquí unos de la guardia fueron a la ciudad, y dieron aviso a los principales sacerdotes de todas las cosas que habían acontecido. Y reunidos con los ancianos, y habido consejo, dieron mucho dinero a los soldados, diciendo: Decid vosotros: Sus discípulos vinieron de noche, y lo hurtaron, estando nosotros dormidos. Y si esto lo oyere el gobernador, nosotros le persuadiremos, y os pondremos a salvo. Y ellos, tomando el dinero, hicieron como se les había instruido. Este dicho se ha divulgado entre los judíos hasta el día de hoy.

–Mateo 28:11-15
Esta es la principal referencia a la hipótesis del cuerpo robado en el Nuevo Testamento.

## Los potenciales culpables

### Los discípulos
De acuerdo con esta versión de la hipótesis del cuerpo robado, algunos de los discípulos robaron el cuerpo de Jesús. Las posibles razones incluyen querer enterrar a Jesús por sí mismos; creyendo que Jesús regresaría pronto y deseando tener su cuerpo en su posesión; un «engaño piadoso» para restaurar el buen nombre de Jesús después de ser crucificado como un criminal; o, de plano, una conspiración para falsificar una resurrección. En la teoría del engaño piadoso, el motivo se propone es que si la gente creía que Dios había tomado el cuerpo de Jesús al cielo, esto sería «probar» que Jesús era un verdadero hombre santo y se reivindicaría su nombre. La teoría de la «resurrección falsificada» es el único escenario discutido en los evangelios, aunque Mateo trae a colación el tema únicamente para refutarlo, y afirma que la historia era un complot de los sumos sacerdotes de Jerusalén. Según los defensores de esta teoría, el hecho de que Mateo plantea el tema hace que sea probable que una narrativa tan anticristiana ya existía en ese momento. La comitiva de Jesús pudo haber sido, de por lo menos, tantos como setenta (los setenta discípulos), por lo que no es improbable según los autores que al menos uno o dos de ellos podrían haber estado dispuestos a emprender un complot. Esta teoría también evita la necesidad de una resurrección milagrosa.
Una obra anticristiana judía que data del siglo quinto, la Toledot Yeshu, contiene la afirmación de los discípulos planeaban robar el cuerpo de Jesús de la tumba. En este relato, el cuerpo ya había sido removido, y cuando los discípulos llegaron a la tumba vacía llegaron a la conclusión errónea de que había resucitado de entre los muertos. Más tarde, el cadáver fue vendido a los líderes judíos por treinta monedas de plata, lo que confirmó la muerte de Jesús; el cadáver de Jesús fue entonces arrastrado por las calles de Jerusalén.  Otra variante proviene de un registro de un debate del siglo segundo entre un cristiano y un judío, el Diálogo con Trifón de Justino Mártir: «Sus discípulos le robaron de noche de la tumba, donde fue puesto cuando fue bajado de la cruz, y ahora engañan a los hombres declarando que él ha resucitado de entre los muertos y ascendido al cielo».

#### La sinceridad de los discípulos
Los apologistas cristianos consideran que la idea de que los discípulos robaron el cuerpo es poco convincente. Tanto Eusebio y la tradición de la iglesia sostienen que fueron un gran número de apóstoles martirizados por su fe. Por lo tanto, es poco probable que cualquiera de los conspiradores prediquen y finalmente mueran por algo que sabían que era falso. J.N.D. Anderson, decano de la Facultad de Derecho de la Universidad de Londres y apologista cristiano, afirmó: «Esta [la teoría del cuerpo robado] iría totalmente en contra de todo lo que sabemos de ellos [los apóstoles]: su enseñanza ética, la calidad de sus vidas. Tampoco comienza a explicar la dramática transformación de escapistas abatidos y desanimados a testigos a los que ninguna oposición pudo silenciar».
E.P. Sanders está de acuerdo con los apologistas que es poco probable que los discípulos crearan un fraude, pero lo analiza de otra manera. Afirma:
Es difícil acusar a estas fuentes, o a los primeros creyentes, de un fraude deliberado. Un complot para fomentar la creencia en la resurrección probablemente habría dado lugar a una historia más coherente. En cambio, parece haber sido una competición: «Yo lo vi», «yo también», «las mujeres lo vieron primero», «no, yo lo hice; ellos no lo vieron en absoluto», y así sucesivamente. Por otra parte, algunos de los testigos de la resurrección dieron su vida por su creencia. Esto también hace poco probable el fraude.
Las respuestas de los proponentes de la hipótesis incluyen la posibilidad de que el número de conspiradores reales era pequeño, o de que la teología sobre el asunto de la resurrección de los primeros cristianos era muy diferente de la del cristianismo proto-ortodoxo.

#### ¿Se esperaba la resurrección?
Otro argumento apologético es argumentar que los discípulos no tenían ninguna razón de peso para fabricar una historia de la resurrección porque sinceramente creían (en ese momento) que Jesús no era el Mesías, después de todo. Según J.N.D. Anderson en su trabajo, los discípulos simplemente no anticiparon la resurrección y se vieron sorprendidos por la presencia física del Cristo resucitado. Esto se acentúa por el miedo que sintieron los discípulos al ver a Jesús por primera vez después de su resurrección: «Entonces, espantados y atemorizados, pensaban que veían espíritu». (Lucas 24:37-39) Ellos aparentemente no lograron «esperar» la resurrección, no estaban familiarizados o no desconocían las profecías de que el Mesías iba a ser resucitado. El Evangelio de Juan parece apoyar esta afirmación: «Entonces entró también el otro discípulo, que había venido primero al sepulcro; y vio, y creyó. Porque aún no habían entendido la Escritura, que era necesario que él resucitase de los muertos». (Juan 20:8-9) Si los apóstoles «no habían entendido» estas profecías, ellos no tenían ningún propósito lógico en robar el cuerpo de Jesús de su tumba, ya que no había nada que demostrar. 
Los proponentes dan nuevamente el Evangelio de Mateo en respuesta a esto. Si los sumos sacerdotes y los fariseos sabían que Jesús afirmó que resucitaría de entre los muertos en tres días, sus discípulos sin duda lo habrían sabido también, y por lo tanto habrían tenido un incentivo para asegurar que la profecía de Jesús sería «hecha realidad».

### Ladrones de tumbas
El saqueo de tumbas era un problema conocido en el siglo I en Judea; la famosa inscripción de Nazaret detalla un edicto de César que exige la pena capital por entrometerse con tumbas. Existen varias otras piezas de evidencia, como un decreto del emperador Septimio Severo, reafirmando la ley existente, lo que implica que su violación seguía siendo un problema en el siglo segundo d. C. Así, es posible que el cuerpo de Jesús fuese llevado por profanadores de tumbas. Gary Habermas encuentra este poco probable; él escribe: «Robar una tumba para los objetos de valor es una cosa - ¡teniendo el cuerpo contigo es otra! ¿Por qué tomar un cuerpo de un hombre con usted cuando usted está tratando de escapar?». Sin embargo, parece algunos ladrones de tumbas antiguos robaron órganos. Un posible motivo para esto sería el uso del cuerpo de Jesús en la nigromancia; varios ritos del tiempo requerían «un muerto prematuro» o el cuerpo de una persona santa. Por ejemplo, una persona podría insertar un pergamino en la boca de un cadáver y hacer preguntas a los muertos, de acuerdo a una creencia de la época. Tácito señala que se encontraron «los restos de cuerpos humanos», junto con la parafernalia de la maldición de los cuartos de Germánico. William Lane Craig rechaza estos casos, sucedidos en otras partes demasiado remotas del Imperio Romano, ya que no son «ni judíos, ni palestinos, ni contemporáneos – en otras palabras, irrelevantes a Jesús».

### Decisión del liderazgo judío
El historiador Charles Freeman plantea que Caifás y los miembros del Sanedrín decidieron retirar el cuerpo de Jesús para evitar el posible desorden civil de los seguidores de Jesús. Al vaciar la tumba, el Sanedrín esperaba evitar que se convirtiera en un santuario. Asimismo, señala que en los evangelios de Mateo y Marcos hay registros sobre uno o más hombres jóvenes (o ángeles) vestidos de blanco aparecieron a las portadoras de mirra y les dijeron que buscaran a Jesús en Galilea. Freeman argumenta que estos hombres jóvenes/ángeles podrían haber sido sacerdotes del Templo de Jerusalén, ya que la descripción del Evangelio coincide con la de los sacerdotes del templo (ropa blanca). Así, al conminar a los seguidores de Jesús a volver a Galilea, los sacerdotes estaban tratando de conseguir que se fueran de Jerusalén y evitar disturbios.
Los apologistas consideran este hecho improbable debido a que posteriormente, cuando los apóstoles iniciaron su ministerio en Jerusalén, las autoridades judías y romanas no realizaron alguna declaración sobre su decisión de trasladar el cuerpo, lo que hubiera abortado la enseñanza de la resurrección desde su mismo origen.

### La familia de Jesús o ladrones desconocidos
De acuerdo con esta versión de la hipótesis de cuerpo robado, no hubo conspiración; el cuerpo de Jesús fue movido desde la tumba por razones desconocidas o irrelevantes. Luego, los apóstoles encontraron una tumba vacía y se convirtieron realmente convencidos de que Jesús había resucitado, lo que explicaría más adelante su fervor en la difusión del cristianismo. El autor y crítico textual Bart Ehrman sostiene que, si bien la hipótesis del cuerpo robado es poco probable, desde una perspectiva histórica sigue siendo mucho más probable que la resurrección. Ehrman también afirma que hay muchos motivos para el robo del cuerpo. Tal vez, los parientes de Jesús querían enterralo en la tumba de la familia.
Otra posibilidad, si bien bastante extraña, es la del jardinero. Tertuliano, en De Spectaculis 30, menciona que, además de la teoría de que los discípulos robaron el cuerpo, existe la teoría de que el jardinero cometió el hecho de tal manera que «sus lechugas no sufrirían ninguna daño al llegar las multitudes de visitantes [del cuerpo]». Tertuliano, un polemista cristiano temprano, puede no haber tenido más intención que la de burlarse de los que dudaban de la resurrección, poniendo la teoría del jardinero mezquino en sus bocas. El pasaje también tal vez solo hace referencia a una broma del momento u otra acusación nada seria. Sin embargo, el evangelio de Juan, posiblemente, aborda el tema, como lo hace Taciano en su Diatéssaron. En Juan 20:14-16 y en el Diatéssaron, sección 30, se narra que María, pensando que el Jesús resucitado era el jardinero, le pregunta lo que había hecho con el cuerpo; lo que implica que el jardinero pudo, de hecho, haber tenido un motivo para mover el cuerpo. Además, en la Toledot Yeshu, es un jardinero llamado Judá quien originalmente mueve el cuerpo de Jesús, y luego lo vende a los líderes judíos. Incluso si todo esto solo da fe de una polémica judía contra el cristianismo, implica que la gente en ese momento encontraron que el jardinero tenía un motivo creíble para robar el cuerpo, aunque este motivo es desconocido para nosotros hoy.

## Otras cuestiones

### La guardia de la tumba
Según el Evangelio de Mateo, una guardia fue enviado a la tumba: «Y Pilato les dijo: Ahí tenéis una guardia; id, aseguradlo como sabéis. Entonces ellos fueron y aseguraron el sepulcro, sellando la piedra y poniendo la guardia.» (Mateo 27:65-66) No está claro si se usaron soldados romanos, o si los sacerdotes tenían que utilizar su propia guardia del templo. Sin embargo, la tradición cristiana ha afirmado generalmente que se utilizaron guardias romanos. Los apologistas consideran que es poco probable que los ladrones de tumbas se arriesgarían a robar una tumba custodiada, cuando seguramente existían otras mucho más desprotegidas. Además, si bien tradicionalmente se considera que solo hubo dos guardias, Mateo no especifica cuántos eran; ya que «algunos» guardias informan a los príncipes de los sacerdotes, es posible suponer que pudieron haber sido más de dos, lo que haría una redada incluso más arriesgada. Los apologistas también dudan de que uno de los discípulos posiblemente pudiera haberse hecho pasar por un guardia romano en una tumba sellada y que atacar a los guardias sería aún más inverosímil. En respuesta, se podría plantear la hipótesis de que el guardia no estaba de servicio en la noche, y así los ladrones podrían haber actuado. Un soborno a los soldados también es posible, pero poco probable pues la mayoría de los discípulos eran de modestos recursos, por otra parte se argumenta que los soldados romanos sabían que serían ejecutados si se quedaban dormidos o no cumplían con su deber, por lo cual no se prestarían para tal cosa.
Por otra parte, todo el relato de la guardia y los jefes de los sacerdotes puede descartarse por ser probablemente una adición ahistórica escrita por Mateo para hacer que la hipótesis del cuerpo robado pareciera inverosímil. Entre los estudiosos, «es ampliamente considerado como una leyenda apologética»; L. Michael White y Helmut Koester sostienen que la historia probablemente se añadió como un intento de refutar los reclamos judíos de que los discípulos robaron el cuerpo, que circulaba en ese momento. El ateo e historiador Richard Carrier escribe:
Los autores crean un medio retórico de poner la historia del robo en tela de juicio, por medio de la invención de guardias en la tumba (...) es muy sospechoso que los otros relatos del evangelio omitan cualquier mención de una guardia, incluso cuando María visita la tumba (compare Mateo 28:1-15 con Marcos 16:1-8, Lucas 24:1-12 y Juan 20:1-9), y también no mencionan la historia; este relato del robo ni siquiera se informó en Hechos, donde una gran cantidad de hostilidad y ataques judíos a la iglesia se registran, pero de alguna manera éste no logra ser mencionado. De hecho, ni Pedro ni Pablo lo mencionan tampoco, a pesar de que sus cartas son anteriores a los evangelios por décadas. Peor aún, el relato de Mateo implica informar conversaciones privilegiadas entre los sacerdotes y Pilato, y las entonces secretas [comunicaciones] entre los sacerdotes y los guardias, sobre las cuales ningún cristiano podía haber sabido (Mateo 27:62-65; 28:11-15). Esto siempre es un signo muy sospechoso de ficción (...) [Mateo] tenía motivos para hacer esto, para responder a las objeciones de los escépticos más tarde (al igual que la historia de Tomás en Juan); la historia parece una invención, ya que narra los acontecimientos que no podían ser conocidos por el autor.
William Lane Craig considera la historicidad de los guardias verosímil, aunque él sospecha que era más probable que fueran los guardias del templo judío, especialmente teniendo en cuenta las promesas de los principales sacerdotes para mantenerlos «fuera de peligro»; que significaría poco para los soldados romanos, que podrían ser ejecutados por haber dormido de guardia. La mejor objeción de la versión de Mateo, según Craig, es que el relato «presupone no sólo que Jesús predijo su resurrección dentro de tres días, sino también que los judíos entendían esto claramente, mientras que los discípulos se quedaron en la ignorancia». Si bien los relatos de los evangelios dan buenas razones para creer que los discípulos no entenderían la resurrección hasta que sucediera, Craig concede que sí es más difícil explicar las acciones del jefe de los sacerdotes, aunque muy lejos de ser imposible; tal vez fue simplemente un intento de garantizar que ningún problema comenzara. A favor de la histórica existencia de los guardias, no obstante, Craig señala que el no-canónico Evangelio de Pedro también incluye una historia de una guardia colocada en la tumba, pero una que es muy diferente, lo que sugiere que los guardias tienen menos probabilidades de que fueran inventados en su totalidad por Mateo. Además, el relato de Mateo no es tan infalible como podría ser un relato inventado o exagerado: el Evangelio de Pedro tiene una guardia, de forma explícita romana, que custodiaban la tumba, enviados inmediatamente al Viernes Santo (en lugar del Sábado de Mateo), la tumba está sellada siete veces, y los ancianos judíos vigilan todo el tiempo. El domingo de Pascua, Jesús se eleva, flanqueado por dos ángeles, frente a los judíos y con una multitud de Jerusalén mirándolo.  Este relato, sin crédito dado ni por cristianos ni por los historiadores, hace claramente un robo secreto del cuerpo imposible. Además, Craig escribe que la polémica mencionada por Mateo sugiere que los judíos no niegan la existencia de una guardia en ese momento. En otras palabras, si no existiera la guardia, el contraargumento judío lógico sería argumentar en contra de esa afirmación cristiana; en cambio, la historia de Mateo tiene al lado judío usando el argumento más débil «pero los guardias estaban dormidos cuando ocurrió el robo», lo que sugiere que los judíos de la época sabían que los guardias habían sido colocados.

### Vendas en el suelo
Los evangelios de Lucas y Juan constatan que los envoltorios de entierro de Jesús se quedaron dentro de la tumba. La envoltura de la cabeza enrollada y separada de las demás vendas (Juan 20:5-7). Los apologistas cristianos sostienen que un ladrón de tumbas probablemente habría robado todo, sobre todo porque José de Arimatea era un hombre de recursos y los envoltorios eran propensos a haber sido valiosos. Además, retirar con cuidado, luego envolver y doblar la ropa, sería difícil y sin ninguna utilidad. Por lo tanto, estas afirmaciones en el evangelio también se ponen en contienda con la teoría, especialmente si un ladrón de tumbas es propuesto como el culpable. Las respuestas de los proponentes incluyen que si el motivo de los profanadores de tumbas era partes del cuerpo de la nigromancia, los paños podrían ser irrelevantes; y si el culpable era un «ladrón piadoso», entonces las envolturas podrían haber sido deliberadamente dejadas para promover la noción de que el cuerpo milagrosamente desapareció. Richard Carrier también considera la mención de los paños «un adorno natural para una narrativa tal, y por lo tanto, no es confiable a ser histórico», ya que los historiadores de la época a menudo ilustran esas escenas con detalles menores verosímiles que carecen de una fuente, de forma similar a los historiadores militares que describen una interacción de espadas específica.

### La pureza ritual
Algunos apologistas anotan que los discípulos, como judíos practicantes, no podían acercarse a un cadáver sin romper normas de pureza ritual. Las excepciones incluyen al pariente varón más cercano que podría reclamar un cuerpo muerto y a las mujeres.[cita requerida] Por lo tanto, el hecho de que las mujeres descubrieron la tumba vacía primero es visto como muy verosímil, y los discípulos (presumiblemente devotos) teniendo el cuerpo es visto como una explicación menos probable. Sin embargo, si una verdadera conspiración estaba en marcha, es poco probable que romper la pureza pudiera haber detenido a los conspiradores, y los ladrones de tumbas violaban esta ley constantemente en su profesión. Si la familia de Jesús reclamó el cuerpo, esto no se aplicaría tampoco. Hace, sin embargo, menos verosímil que otros judíos hubieran robado el cuerpo.